# Ozero Garnosvetjje
Ozero Garnosvetjje (ryska: Озеро Гарносвечье) är en sjö i Belarus.   Den ligger i voblasten Vitsebsks voblast, i den norra delen av landet, 170 km nordost om huvudstaden Minsk. Ozero Garnosvetjje ligger 115 meter över havet. Arean är 0,43 kvadratkilometer. Den sträcker sig 1,9 kilometer i nord-sydlig riktning, och 0,5 kilometer i öst-västlig riktning.
Omgivningarna runt Ozero Garnosvetjje är en mosaik av jordbruksmark och naturlig växtlighet. Runt Ozero Garnosvetjje är det glesbefolkat, med 18 invånare per kvadratkilometer.